# متلازمة آدامز-ستوكس
متلازمة ستوكس-آدامز (بالإنجليزية: Stokes–Adams syndrome)‏ -تشمل التسميات البديلة متلازمة آدامز ستوكس، ومتلازمة جيربيزيوس-مورغاغني-آدامز-ستوكس (بالإنجليزية: Gerbezius-Morgagni-Adams–Stokes syndrome)، ومتلازمة جيربيك-مورغاغني-آدامز-ستوكس (بالإنجليزية: Gerbec-Morgagni-Adams–Stokes syndrome)- هي الإغماء الدوري الذي يتميز ببداية ونهاية دورية من إحصار القلب يرجع إلى اضطراب في إيقاع القلب، والذي قد يستمر لمدة ثوان، أو ساعات، أو أيام، أو حتى أسابيع قبل عودة التوصيل. سُميت باسم طبيبين ايرلنديين هما روبرت آدامز (1791-1875)، وويليام ستوكس (1804-1877). ونُشِر أول وصف للمتلازمة في 1717 من قبل الطبيب الكارنيولاني السلوفيني النسب ماركو جيربيك، ونُقلت بعد 44 عاما من نشرها بقلم جيوفاني باتيستا مورغاني. وتتميز متلازمة آدمز -ستوكس بانخفاض النتاج القلبي، وفقدان الوعي بسبب عدم انتظام ضربات القلب المؤقت. على سبيل المثال، بطء القلب بسبب إحصار القلب الكامل.

## علامات وأعراض
عادة ما تحدث النوبة دون سابق إنذار، مما يؤدي إلى فقدان مفاجئ للوعي. قبل النوبة، قد يكون المريض شاحبا مع نقص انسياب الدم. وتستمر فترات اللاوعي العادية حوالي ثلاثين ثانية. إذا كان هناك نوبات صرع، فإنها سوف تكون عبارة عن نفضان في العضلات بعد 15-20 ثانية (تحدث نوبة الصرع بسبب نقص الأكسجين في الدماغ، وليس بسبب الشحنات القشرية كما يتضح من نتائج تخطيط الدماغ الكهربائي التي لا تظهر أي أنشطة للصرع). يستمر التنفس طبيعي أثناء النوبة، وعند الانتعاش يصبح المريض أحمر الوجه لأن القلب يضخ الدم المؤكسج بسرعة من الرئتين إلى الدورة الدموية النظامية، التي أصبحت متوسعة بسبب نقص الأكسجة.
وكما هو الحال مع أي نوبة إغماء تنتج عن عدم انتظام ضربات القلب، فإن الإغماء لا يعتمد على وضع المريض. وإذا حدث أثناء النوم، قد تكون الأعراض الموجودة ما هي إلا الشعور بالسخونة، واحمرار عند الاستيقاظ.

## التشخيص
يمكن تشخيص نوبات ستوكس-آدامز من التاريخ المرضي، حيث تتميز بحدوث شحوب قبل النوبة، واحمرار بعدها. وسوف يُظهر تخطيط القلب توقف الانقباض، أو إحصار جيبي أذيني، أو رجفان بطيني خلال النوبات.

## الأسباب
تحدث النوبات نتيجة أي نقص مؤقت في النتاج القلبي. وهذا بدوره يمكن أن يكون راجعا إلى عدد من الأسباب، بما في ذلك التسمم بالأنتيمون، وتوقف انقباض القلب، وإحصار القلب، ومرض ليف، والرجفان البطيني. عدم انتظام دقات القلب فوق البطيني الانتيابي، أو الرجفان الأذيني هو السبب الكامن في ما يصل إلى 5٪ من المرضى. ويعتبر نقص تدفق الدم إلى الدماغ الناتج من هذه الأسباب هو المسؤول عن الإغماء.

## العلاج
يمكن أن يكون العلاج الأولي دوائي، يتضمن استخدام الأدوية مثل الأيزوبرينالين (إيسوبريل)، والأدرينالين. بينما العلاج النهائي هو الجراحة، التي تنطوي على إدراج جهاز تنظيم ضربات القلب - يكون على الأرجح للانظام التتابعي مثل وضع DDI بدلا من آليات VVI القديمة، وقد يقوم الطبيب بتجهيز المريض للخضوع لتخطيط القلب الكهربائي لتأكيد هذا النوع من العلاج.

## توقعات سيرالمرض
إذا لم يتم تشخيص أو علاج متلازمة ستوكس-آدامز، فقد يصل معدل الوفيات إلى 50٪ في غضون عام من حدوث النوبة الأولى. بينما سير المرض بعد العلاج يكون جيد جدا.